# يا شاري الهم (مسلسل)
يا شاري الهم مسلسل سوري من بطولة مرح جبر ووائل رمضان من إخراج : طلحت حمدي. يناقش قضية الطلاق و اثرها على العائلة .. قصة زوجين تدور بينهم الكثير من المشاكل مما ينعكس بالأثر السلبي على اولادهم الأربعة وتدور في اطار كوميدي خفيف.

## ابطال العمل
وائل رمضان .. مرح جبر